# フェラーリ・348
フェラーリ・348（Ferrari 348）は、イタリアの自動車メーカーのフェラーリが1989年から1994年にかけて製造、販売したミッドシップレイアウトの2シータースポーツカーである。

## 348tb/ts

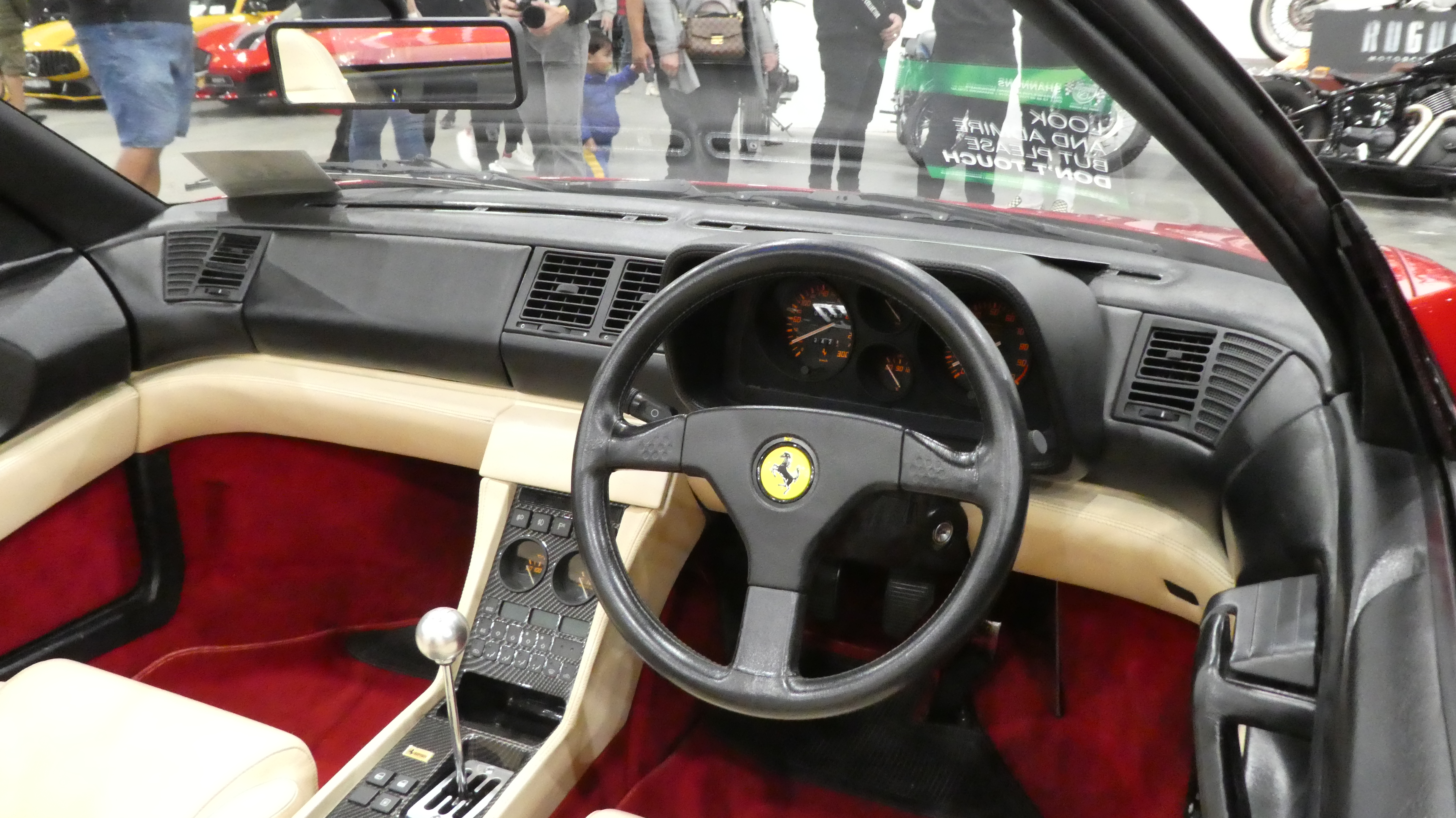
348ts インテリア

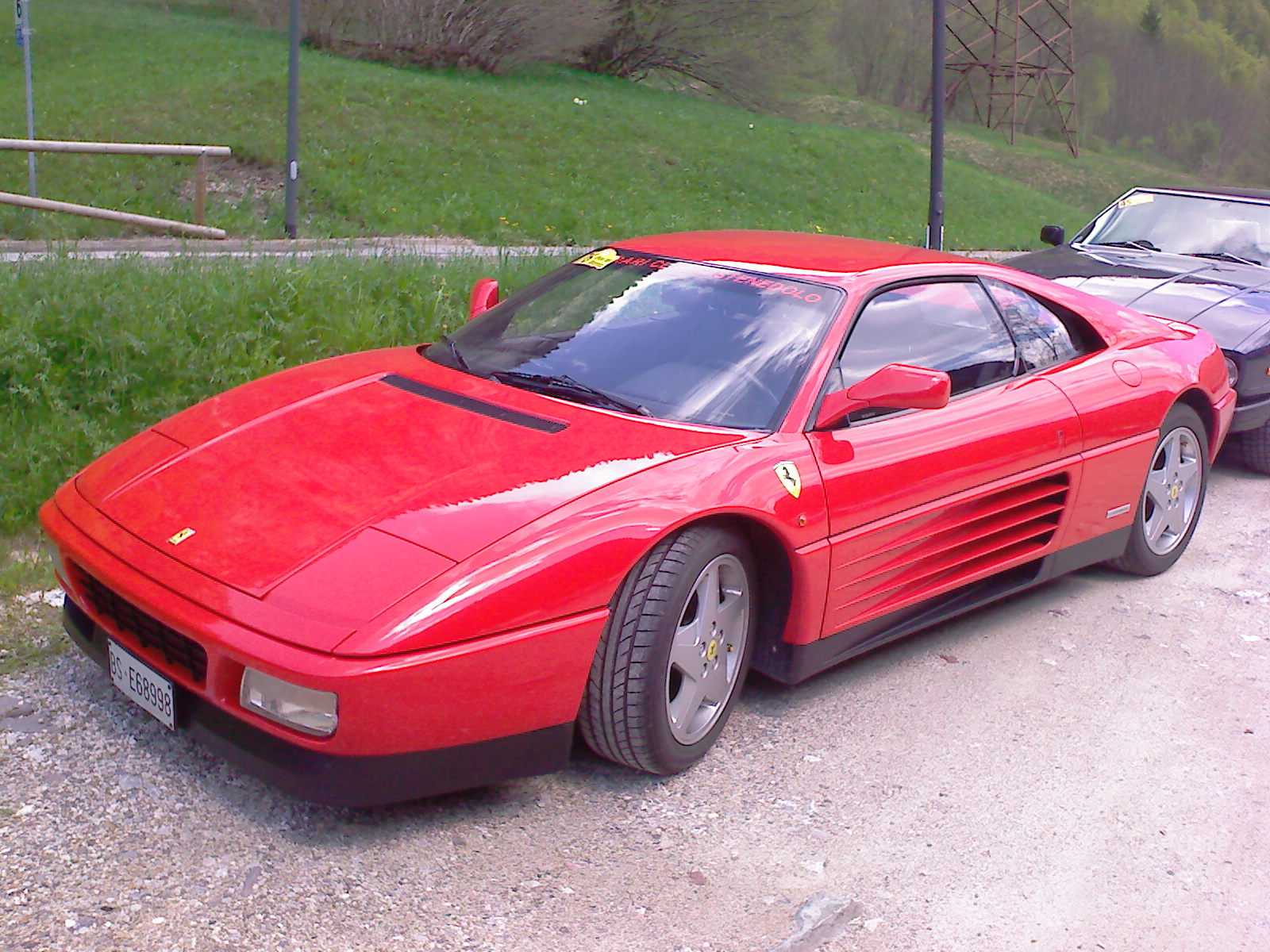
348tb

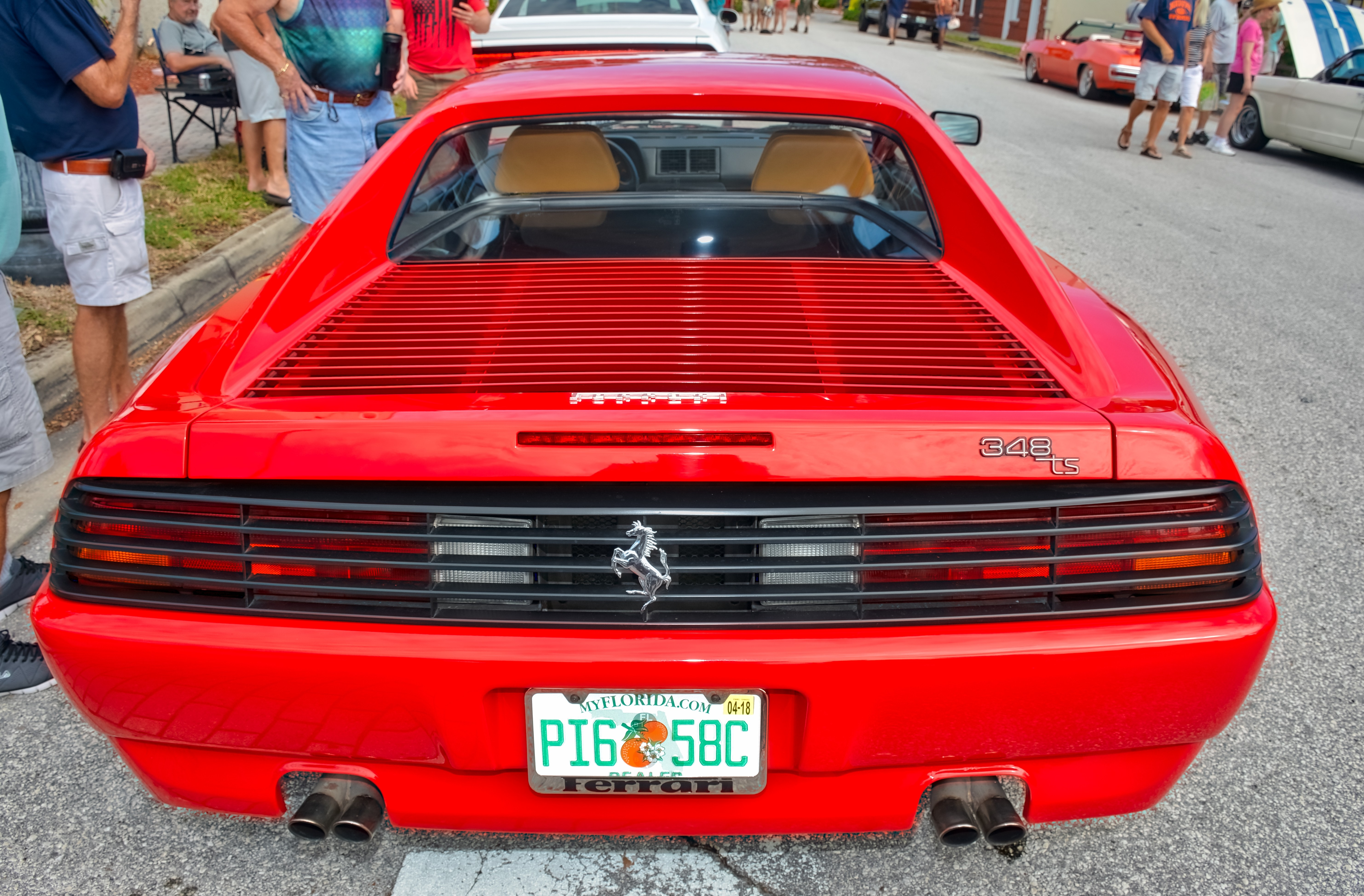
348ts テールランプ

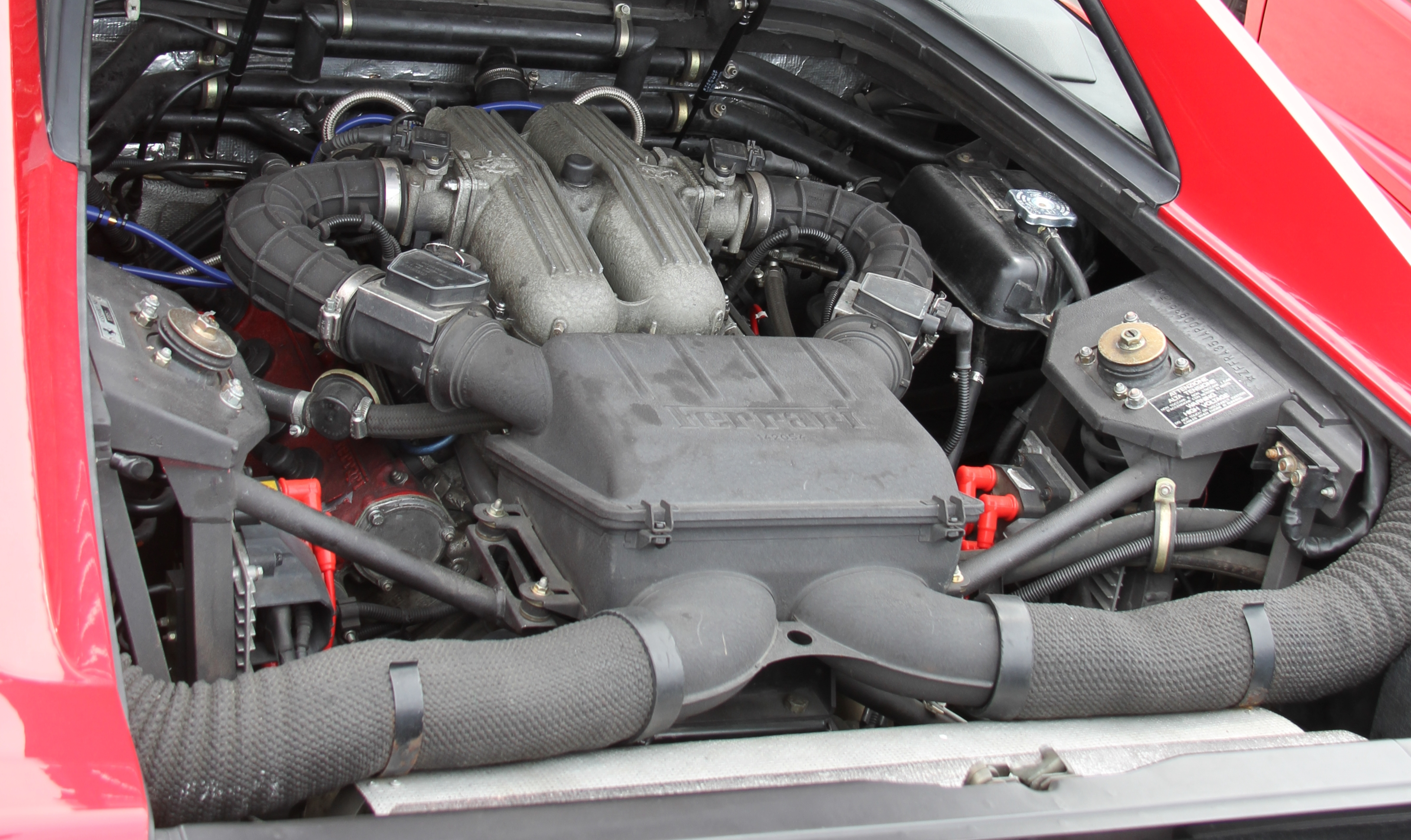
3.4L Tipo F119 V8エンジン

1989年のフランクフルト・ショーにて「348tb」「348ts」を発表。それまでの328に代わるモデルとして、創業者エンツォ・フェラーリの指示で開発され、エンツォの死後に生産が開始された。
「348」の車名は自然吸気の3.4リッターバージョンのクアッドカム、4バルブ/シリンダーV8エンジンを搭載していることに由来し、それに続く「t」は前述の横置き式トランスミッションであることを意味するイタリア語のTrasversale(トラスベルサーレ)、「b」 はクーペモデルを表すberlinetta（ベルリネッタ）、オープンモデルを表す、｢s｣はspider（スパイダー）の頭文字をとった。300 PSの出力を備えたエンジンは、縦置きにレイアウトされ、Mondialtのような横置きマニュアルギアボックスに結合された。348tbが2,894台、348tsが4,228台が生産され、日本には1990年に正式輸入が開始された。当時の販売価格は1,650万円。
エクステリアデザインは328に引き続きピニンファリーナのレオナルド・フィオラヴァンティによるもの。大幅に近代化され、サイドの大型エアインテーク部分がテスタロッサ風のフィン付きにデザインされ、テールランプもフェラーリ伝統の丸型4灯タイプから、テスタロッサ同様のルーバー越しの異形タイプにデザインされた。
348シリーズの最大のトピックは、ボディ構造の変更である。フェラーリは長年、鋼管スペースフレームを基本骨格としていたが、348では一部に鋼管を残しつつもより一般的なモノコックフレームを採用した。ただその影響か、20年近く前に出たランチア・ストラトスよりも剛性が低く、特にフロント部分のシャシ剛性が不足していた模様で、特に初期モデルのオーナーからは「高速道路で車が真っ直ぐ走らない」といったクレームがあった。このため代理店レベルで、ステアリングラックを重いものに交換する、リアとフロントにストラットタワーバーを追加するといった対応を行っていたケースも多い。
搭載されるパワーユニット「F119D」は90度V型8気筒DOHC4バルブの構造を継承。内径85mm×行程75mm、3,405ccまで拡大されボッシュ製モトロニックM2.5で制御され、最大出力300PS/7,200rpm、最大トルク33.0kgf·m/4,200rpmを発生した。1990年末には制御システムをモトロニックM2.7に変更し、エンジン型式も「F119G」に改良され、ツインボッシュモトロニックECU、二重冗長アンチロックブレーキ、自己診断型の冷暖房システムを使用したデュアルコンピューターエンジン管理が装備された。「オルタネーターの故障で車が動かなくなる」といったトラブルもよく報告されていた。なお対策部品として信頼性に富むデンソー製のオルタネーターが用いられている。テスタロッサと同様に、オイルとクーラントのラジエーターがノーズからサイドに移動し、車の全幅が大幅に広がったが、ホースが温水をルーティングするため、キャビンの冷却が簡単になり、古いフロントラジエーター車のようにキャビンの下を取り回すことはなくなったが、ドアが非常に広くなるという副作用もあった。
348にはドライサンプオイルシステムが装備されており、高速時やハードコーナリング時のオイル不足を防ぎ、この設定により、エンジンが作動しているときのみ、オイルレベルをディップスティックで正確に確認できた。348には、メンテナンスのためのエンジンの取り外しをスピードアップするために、調整可能な車高サスペンションと取り外し可能なリアサブフレームが取り付けられた。また、348シリーズはエンジンの搭載方法が変更されており、308/328が横置きだったのに対し縦置きに変更、重量バランスの最適化が図られた。また、トランスミッションは横置き式が採用されている。ブレーキシステムは前・後共にベンチレーテッドディスク式。最高速度275km/h、0-100km/h加速5.6秒、0-1000m加速24.7秒。ホイールベースを前後トレッドの平均値で割った数値のホイールベーストレッド比（W／T）は約1.65。

### 348セリエスペチアーレ
348 Serie Specialeは1993年1月のデトロイトショーで発表された北米専用の100台限定モデル。33台がtbベース、67台がtsベースで改修製作された。主な技術的変更は、コンピュータチューンにより7,200rpmで312PSを生成する改良されたエンジン、広いリアトラック（50mm）、フリーフローエキゾーストシステム、短いレシオのファイナルドライブ、およびPirelli PZeroタイヤで構成され、0〜97 km / hの加速時間が5.3秒、立っている¼マイルが13.75秒であることを示した。
エクステリアにもいくつかの変更が加えられ、F40と同様の空気力学を最適化する新しいフロントスポイラー、クローム跳ね馬を備えたフロントグリル、バンパーとロッカーパネル、エンジンカバーのブラックがボディ同色に変更された。テールライトアセンブリとリアクローム跳ね馬、ボディ下部またリアエンドのルーバーを取り払い、横長のテールランプを使用した。
内装はコノリーレザーのF40スタイルのスポーツシートが提供され、オプションとして通常のシートもあった。ドアパネルも改造され、革で作られた。各車にはロットナンバーが付けられ（1から100）、助手席側のドアポストに348のセリエスペシャルプラークが付けられた。

### 348スパイダー

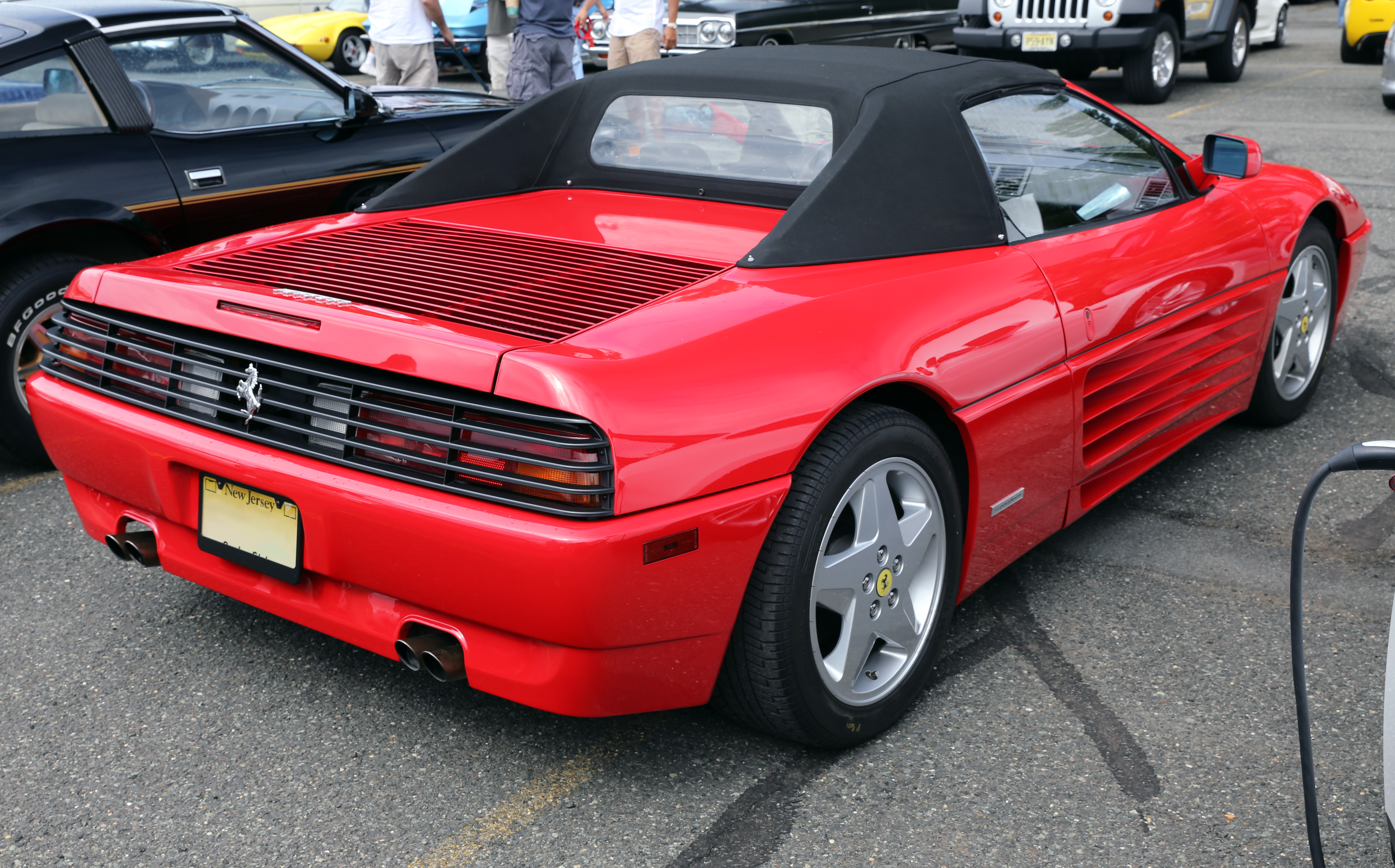
348スパイダー

1993年2月にフルオープンボディの「348スパイダー」が追加された。オープンボディになった以外の外観上の識別点は、前後バンパー下部とサイドシル下部がボディ同色に変更されたこと、リップスポイラーが装着されたこと、前後グリルにクロム素材のキャバリーノ・ランパンテ（跳ね馬エンブレム）が装着され、フロントグリルが淵付きの物になり縦のフィンが9本（348tb/tsは5本）になったこと、エンジンフードの色が赤になり（348tb/tsは黒）形状も若干変更された。内装はドアのデザインの違いとセンターコンソール、シートなどに違いがみられる。1995年、後継のF355スパイダーの登場で生産を終了した。

## 348GTB/GTS
1993年5月に348シリーズはマイナーチェンジを受け、「348GTB」「348GTS」に名称が変更された。外観上の改良点はスパイダーを踏襲している。
搭載される90度V型8気筒DOHC4バルブのパワーユニットは強化バルブスプリングや高圧縮化、エキゾースト系の取り回しの変更などの改良を受け、3,405ccの排気量は変わらず更に高回転型となっている。ボッシュ製モトロニックはM2.7にバージョンアップされ、20PSアップの最大出力320PS/7,200rpm、最大トルク33.0kgf·m/4,200rpmを発生した。#84793以降はシャシの剛性が強化されている。約1年間と短い販売期間だったため348tb/tsに比べ希少車となっている。また348tb/tsのエンジンフード、車体の下側部分をユーザー側でボディー同色に塗装した「348GTB/GTSルック」も存在する。1994年5月、後継のフェラーリ・F355が発表されたのに合わせて生産を終了した。

### 348GTコンペティツィオーネ
1993年、イタリアスーパーカーGT選手権に参戦するためのホモロゲーションモデルとして、軽量化された348GT Competizioneが50台(右ハンドル8台含む）市販された。名前の通りサーキットユースを前提としたモディファイが施され、ツールキットなどの安全装置は、348チャレンジから引き継がれた。F40Evoluzioneから派生した大径のブレーキローターを収める為に18インチ化された5本スポークのスピードラインコンペティツィオーネホイール、レーシングサスペンションと排気システムを採用。エンジンの出力は7,000rpmで320PS、5,000rpmで324N⋅m（239lb⋅ft）のトルクで、F119Hエンジンでの標準的な後期348生産と一致していた。特別な機能には、50台のロットナンバー入りで特別にトリミングされたステアリングホイール、フェラーリ・F40に準じたケブラー構造のクロストリムのフルバケットシート、フロントバンパーとリアバンパー、ドア、インテリアトリムピースはカーボンケブラー複合材料に変更され、軽量ポリカーボネートリアウィンドウを特徴とし、さらにアルミ製シフトノブ、サイドシルのスカッフプレート、パッセンジャー側のフットパネル、ECUのカバーにもカーボン素材が使用され、エアコンや防音材は削除され、乾燥重量は1,180 kgになった。ギアボックスのファイナルドライブは、パフォーマンスを向上させるために25/27の比率に変更された。
完全な競技車である「348GTコンペティツィオーネ コルサ」が13台製作され、イタリアスーパーカーGT選手権でクラス2のタイトルを獲得した。

## 競技車バリエーション

### 348LM
コンペティツィオーネ コルサをベースにル・マン24時間レースのGT2クラス用にS/N 97553とS/N 98997の2台が製作されたレースバージョン。車重は1200kgまで軽量化され、エンジンはリストリクターが付けられているが450psを発揮した。1993年と1994年に参戦。1994年にはS/N 97553のフェラーリ・クラブ・スペインの348LMが総合11位クラス4位で完走している。

### 348チャレンジ

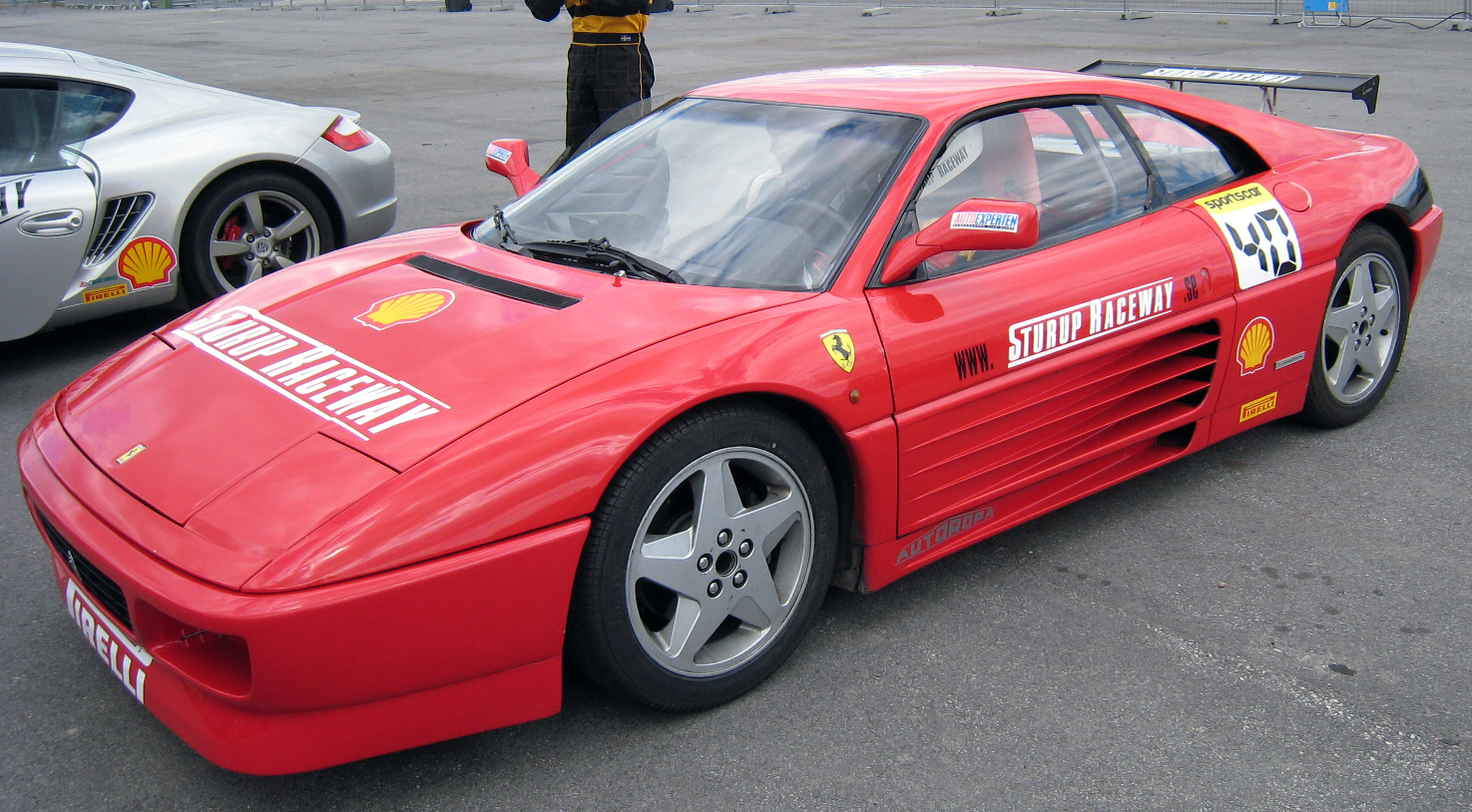
348 Challenge

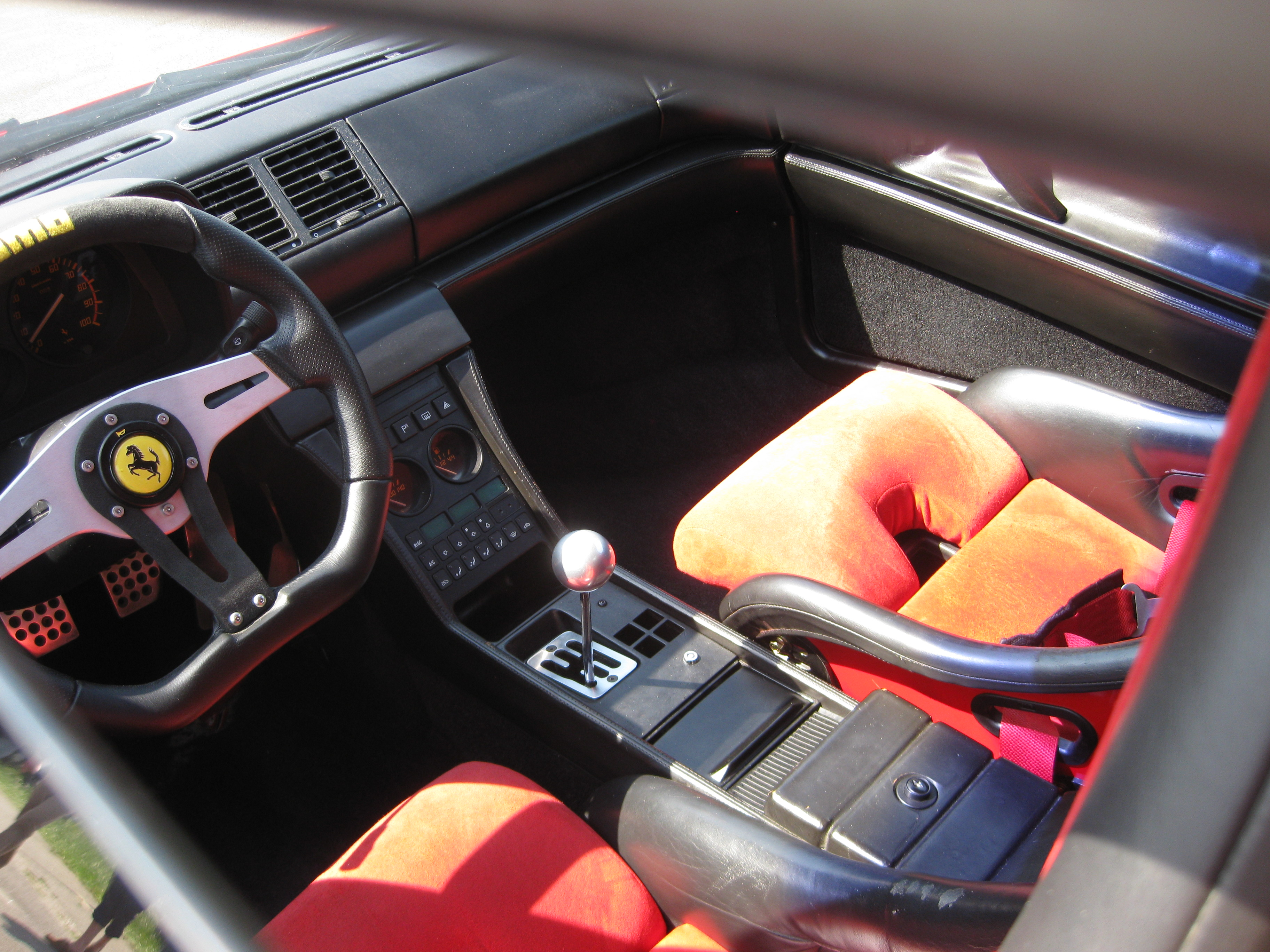
348 Challenge内装

フェラーリチャレンジレースは、フェラーリクラブネダーランドの創設者兼社長のハンスフーゲンホルツによって、1993年にフェラーリ初の公認ワンメイクレースとして、発足当時はイタリア国内選手権とヨーロッパのGT選手権シリーズレースの一環として開始され、フェラーリ348tbに車両が指定された。車はほとんどディーラーによって工場供給のチャレンジキットをインストールすることによって改造され、エンジンは、同じ年に導入されたtbモデルを320 hpにパワーアップしたエンジン(+20 hp)で、目立った変更点はロールケージ、新しいボディキット、吸入効率の高いエアインテーク、専用排気系統、専用ブレーキパッド、異なる位置にある小型バッテリー、フルバケ、レーシングハーネス（シートベルト）、スリックタイヤ、他。
後にtbのGスペックエンジン車は、GTBのHスペックシリンダーヘッドとインジェクションシステムに改造された。1994年には北アメリカ選手権が開催され、最終シーズンは1995年で、その後F355チャレンジに置き換えられた。

## スペック

### 348tb、ts
- エンジン：（F119D、F119G）DOHC、32バルブV8、3405 cc / 207.77 cid
- ボア/ストローク：85mm x 75mm
- 圧縮比：10.4：1
- デュアル54mmスロットルボディ
- 30.5mmインテークバルブ、27.5mmエキゾーストバルブ
- インテークカム：.362 "リフト、持続時間227°@リフト0.50"
- 排気カム：.324 "リフト、持続時間219°@リフト0.50"
- 点火順序：1-5-3-7-4-8-2-6
- パワー：7,200rpmで300PS（221 kW; 296 hp）
- 最大トルク：238 lb / ft、4,200rpmで324Nm
- トランスミッション：5速マニュアル
- シャーシ：スチールプラットフォームとサブフレーム
- サスペンション：オールラウンド独立
- ブレーキ：4輪ディスクABS
- 最高速度：267 km / h
- 加速度：
  - 0〜97 km / h：6.0秒
  - 0〜161 km / h：15.3秒
- 1/4マイル：14.5秒

### 348GTB、GTS、スパイダー
- エンジン：（F119H）DOHC、32バルブV8、3405 cc
- ボア/ストローク：85mm x 75mm
- 圧縮比：10.8：1
- パワー：320 PS（235 kW; 316 hp）@ 7,200 rpm
- 最大トルク：238 lb / ft、324 Nm @ 5,000 rpm
- トランスミッション：5速マニュアル
- シャーシ：スチールプラットフォームとサブフレーム
- サスペンション：オールラウンド独立
- ブレーキ：4輪ディスクABS
- 最高速度：280 km / h以上
- 加速度
  - 0〜100 km / h：5.4秒
  - 0〜161 km / h：12.0秒
- 1/4マイル：13.6秒（定格どおり）